# F. C. Trapp
F. C. Trapp war ein 1872 gegründetes Bauunternehmen in Wesel, das zeitweise bis zu 2.000 Mitarbeiter beschäftigte. Die Trapp Construction International GmbH besteht als Nachfolgeunternehmen.

## Geschichte

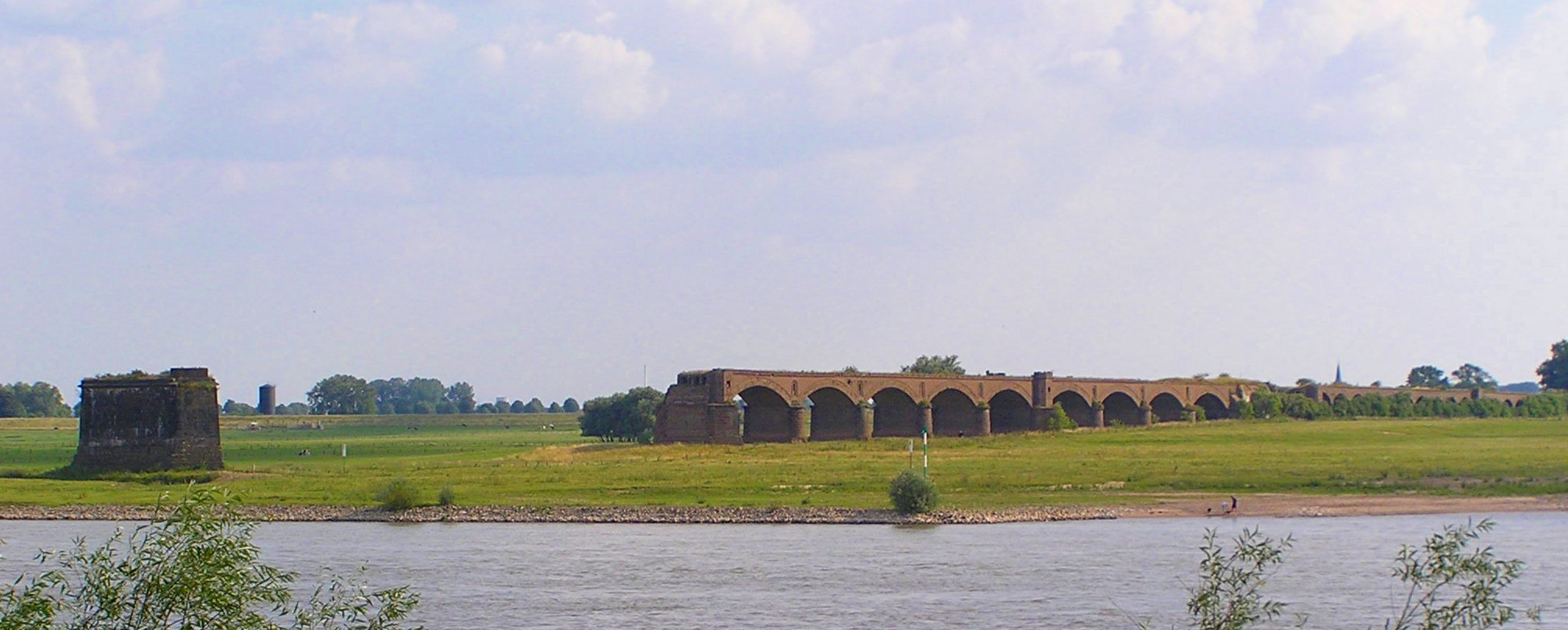
Ruinen der Eisenbahnbrücke in Wesel

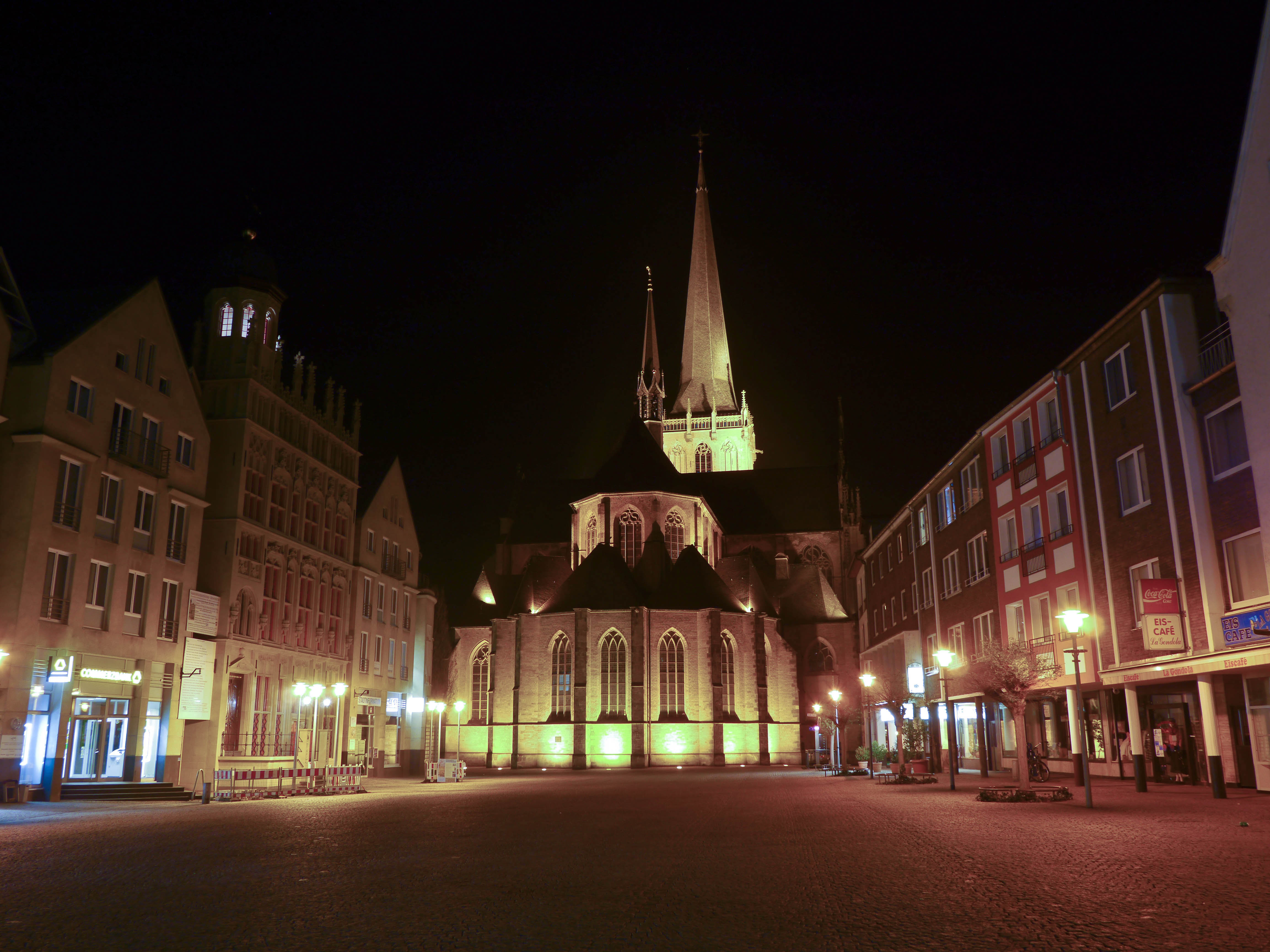
Großer Markt in Wesel mit der „Trapp-Zeile“ auf der linken Seite

Das Unternehmen wurde 1872 durch Friedrich Carl Trapp gegründet und begann noch im gleichen Jahr mit dem Bau der Eisenbahnbrücke Wesel über den Rhein. Dieses Bauvorhaben beschäftigte mehrere hundert Mitarbeiter und wurde 1874 abgeschlossen. In seinen ersten Jahrzehnten war das Unternehmen vorrangig in Wesel und am Niederrhein tätig und übernahm unter anderem den Bau des 1912 fertiggestellten staatlichen Gymnasiums (heute durch das Amtsgericht Wesel genutzt). Unter der Leitung von Ernst Trapp wurde das Unternehmen international tätig und baute ab 1927 mehrere Hochgebirgsstraßen in Afghanistan. In den 1930er Jahren war das Unternehmen am Bau der Reichsautobahnen beteiligt.
Nach dem Ende des Zweiten Weltkriegs war das Unternehmen am Wiederaufbau in Wesel beteiligt und weitete ab 1952 erneut seine globalen Tätigkeiten aus. Zeitweise waren bis zu 2.000 Mitarbeiter beschäftigt. Die Inlandsaktivitäten des Unternehmens wurden 1999 an eine niederländische Unternehmensgruppe verkauft und 2011 eingestellt, das Auslandsgeschäft hingegen von der Familie des Unternehmensgründers weitergeführt. Es besteht als Trapp Construction International GmbH und umfasst zwei weitere Partnergesellschaften. Der Unternehmenssitz befindet sich in Wesel am Großen Markt in der so genannten „Trapp-Zeile“.